# John Bradbury (1er baron Bradbury)
Pour les articles homonymes, voir John Bradbury et Bradbury.
John Swanwick Bradbury (23 septembre 1872-3 mai 1950) est un  économiste et fonctionnaire britannique.

## Biographie
Bradbury est né à Crook Lane, Winsford, Cheshire, le fils de John Bradbury et Sarah Cross. Il fait ses études à la Manchester Grammar School, à la King's School, à Chester  et au Brasenose College, à Oxford, et rejoint la fonction publique en 1896. Il est secrétaire privé du chancelier de l'Échiquier HH Asquit de 1905 à 1908, principal greffier au Trésor et premier agent du Trésor des comptes de 1908 à 1911, secrétaire permanent adjoint au Trésor de 1913 à 1919 et principal Délégué britannique à la Commission des réparations à Paris de 1919 à 1925. Pendant la Première Guerre mondiale, il est le principal conseiller économique du gouvernement.
Il est nommé Compagnon de l'Ordre du Bain (CB) en 1909, Chevalier Commandeur de l'Ordre du Bain (KCB) en 1913 et Chevalier Grand-Croix de l'Ordre du Bain (GCB) pour ses services en tant que Commissaire principal aux réparations. dans les honneurs du Nouvel An 1920. Dans les honneurs du Nouvel An de 1925, il est élevé à la pairie comme baron Bradbury, de Winsford dans le comté de Chester.
Lord Bradbury épouse Hilda Maude Kirby, fille de William Arthur Kirby, en 1911. Il meurt en mai 1950, âgé de 77 ans, et est remplacé dans la baronnie par son fils aîné John.
Les bons du Trésor signés avec le nom de Bradbury sont connus comme "Bradburys" ou "Bradbury Pound".
La livre Bradbury a été introduite en 1914 lors du déclenchement de la Première Guerre mondiale. Le gouvernement à l'époque avait besoin de préserver son stock de lingots et a donc demandé à la Banque d'Angleterre de cesser de payer de l'or pour ses billets. Au lieu de cela, le Trésor a imprimé et émis 10 shillings et des billets de 1 £ (appelés livres Bradbury). L'étalon-or a ensuite été partiellement rétabli en 1925 et la Banque d'Angleterre a de nouveau été obligée d'échanger ses billets contre de l'or, mais seulement en multiples de 400 onces ou plus. La Grande-Bretagne a quitté l'étalon-or en 1931 et l'émission de billets est devenue entièrement fiduciaire, c'est-à-dire entièrement adossée à des titres au lieu de l'or. 